# 謝珊
謝珊（1490年—？），字伯聲，湖廣荊州府松滋縣人，民籍，明朝政治人物。

## 生平
湖廣鄉試第三名舉人。正德六年（1511年）中式辛未科會試第一百三十六名，登第三甲第一百零七名進士。授衢州府龙游县知县，正德十三年（1518年），授浙江道監察御史。

## 家族
曾祖謝□，府同知；祖父謝榮；父謝茂，儒生。母陶氏；繼母陳氏。